# San Vicente, Bắc Samar

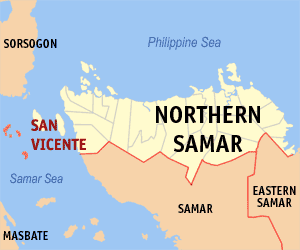
Bản đồ Northern Samar với vị trí của San Vicente

San Vicente là một đô thị hạng 6 ở tỉnh Bắc Samar, Philippines. It is an island-municipality and Cebuano is the native language there. Theo điều tra dân số năm 2000, đô thị này có dân số 5.831 người trong 1.261 hộ.

## Barangay
San Vicente được chia thành 7 barangay.
- Destacado Pob. (Bgy.2)
- Maragat
- Mongol Bongol Pob. (Bgy.1)
- Punta Pob. (Bgy.3)
- Sangputan
- Sila
- Tarnate